# Jacques Basse
Pour les articles homonymes, voir Basse.
Jacques Basse est un peintre et un poète français né à Toulouse en 1934. Il est l'auteur d'une anthologie de la poésie française en six tomes, intitulée Visages de poésie, dont l'originalité réside dans le fait qu'il a lui-même dessiné le portrait de chacun des poètes présentés (six cents), ainsi que de plusieurs recueils de poèmes. Il vit aujourd'hui à Nîmes, est membre de la Maison de la Poésie de Montpellier et adhérent des auteurs du Languedoc-Roussillon.

## Publications
- Portraits dédicacés, Livre numéroté, (Mondial livre) 500 portraits de diverses personnalités : Nobel 2000, Académiciens Français, Belges, Canadiens. Chercheurs, Écrivains, Hommes de foi, de lois, politique...

### Visages de Poésieen 8 volumes
- 1 - anthologie éditée aux Éditions Rafael de Surtis,  (ISBN 978-2-84672-173-8).
- 2 - anthologie éditée aux Éditions Rafael de Surtis,  (ISBN 978-2-84672-186-8).
- 3 - anthologie éditée aux Éditions Rafael de Surtis,  (ISBN 978-2-84672-201-8).
- 4 - anthologie éditée aux Éditions Rafael de Surtis,  (ISBN 978-2-84672-220-9).
- 5 - anthologie éditée aux Éditions Rafael de Surtis,  (ISBN 978-2-84672-257-5).
- 6 - anthologie éditée aux Éditions Rafael de Surtis,  (ISBN 978-2-84672-287-2).
- 7 - Xavier Grall parmi les siens aux Éditions Rafael de Surtis,  (ISBN 978-2-84672-316-9).
- 8 - Vague de poètes en Méditerranée, préface de Jacques Lovichi, aux Éditions Rafael de Surtis,  (ISBN 978-284672-330-5).
- 9 -anthologie Poètes Turcs éditée aux Éditions Cap Béar www.capbéaréditions.com  (ISBN 979-10-92579-024)

### Monographies
- de Frédéric Jacques Temple, Éditions Rafael de Surtis,  (ISBN 978-2-84672-290-2).
- de Jean-Luc Pouliquen, Éditions Rafael de Surtis,  (ISBN 978-2-84672-292-6).
- de Jean Joubert, Éditions Rafael de Surtis,  (ISBN 978-2-84672-291-9).
- de Jean Claude Tardif, Éditions Rafael de Surtis,  (ISBN 978-2-84672-310-7).
- de Serge Torri, Éditions Rafael de Surtis,  (ISBN 978-2-84672-300-8).
- de Rémi Boyer, Éditions Rafael de Surtis,  (ISBN 978-2-84672-299-5).
- de Paul Sanda, Éditions Rafael de Surtis,  (ISBN 978-2-84672-296-4).
- de Jean Chatard, Éditions Rafael de Surtis,  (ISBN 978-2-84672-302-2)
- de Bruno Geneste, Éditions Rafael de Surtis,  (ISBN 978-2-84672-303-9).
- de Jean Marc Couvé, Éditions Rafael de Surtis,  (ISBN 978-2-84672-298-8).
- de Jean Claude Albert, Coiffard, Éditions Rafael de Surtis,  (ISBN 978-2-84672-297-1).

### Poésie
- Questionnement, (Mondial livre).2009
- Frisson d’un souffle, (Mondial livre).2009
- Poésie (Mondial livre), mars 2010,  (ISBN 978-2-35757-003-0).
- Souffle de Poésie, Encres Vives, 2010.
- La Courbe d’un Souffle, Éditions Rafael de Surtis 2010,  (ISBN 978-2-84672-239-1).
- Mots Roses Parfois, Éditions Rafael de Surtis, 2011,  (ISBN 978-2-84672-260-5).
- Échos et Murmures, Éditions Rafael de Surtis, 2012, (Recueil sélectionné, Concours Jean RIVET La Baie en Poésie 2011),  (ISBN 978-2-84672-259-9).
- Le temps des résonances, Éditions Rafael de Surtis, 2012,  (ISBN 978-2-84672-313-8).
- Oscillation du BAISER, Éditions Raphael de Surtis, 2013  (ISBN 978- 2- 84672-328-2).
- Seule est la Solitude, Éditions Société des écrivains, 2014  (ISBN 978-2-342-01920-9).
- Pêle-mêle,ces choses de l'âme à qui veut entendre la flamme, 2015,  (ISBN 978-1507803844).
- Mythes et légendes, Mondial livre, 2016,  (ISBN 979-10-92579-04-8).
- Hommages, Mondial livre, 2016,  (ISBN 979-10-92579-03-1).
- Ces murmures qui font l'évidence, Mondial livre, 2019,  (ISBN 979-1092 5790-93).
- Reprise et Inédits, Mondial livre, 2019,  (ISBN 979-1092-579116).
- Le Chemin obscur n'est qu'un leurre, Mondial livre, 2019,  (ISBN 979-1092-579109).
- Autour de la métempsycose (En cours d'édition)
- Tendres regards à l'absence, Mondial livre, 2020,  (ISBN 979-1092-579130).
- Suspendu à un vol de graminées, Mondial livre, 2022,  (ISBN 979-1092 5791-23).
- Conciliabules, Mondial livre, 2022, (979-1092 579-192)
- Que sommes-nous ici bas, Mondial livre, (979-1092 579 -161)

### Illustrations
- Le Bestiaire miniature de J.C. Tardif, chez Rafael de Surtis.
- En collaboration avec un poète, Margo Ohayon, un ouvrage sur les éditeurs (textes et portraits), en voie d’édition. Rafael de Surtis.
- Portraits de poètes, Les Éditions Sauvages; Collection Dialogue (Guy Allix-Marie-Josée Christien, Alis Thèbe-Patrice Perron, Bruno Geneste-Isabelle Moign).
- Portraits de poètes, Revue Mange Monde (Jean-Paul Auxeméry-Gérard Truilhé),  (ISBN 978-2-84672-240-7).
- Portraits de poètes, Revue Mange Monde (Jean-Pierre Luminet-Bruno Doucey),  (ISBN 978-2-84672-278-0).
- Portraits de poètes, revue Spered Gouez / l'esprit sauvage no 16 : Guy Allix ; no 17 : Eve Lerner - no 26 : René Guy Cadou
- Histoires toutes Bêtes, de J.M. Couvé, chez L'Entonnoir.

### Revues
- A été publié dans diverses revues (Les Cahiers de la Rue Ventura, Encres Vives, Le Courrier International de la Francophilie (Roumanie), Les cahiers de Poésie (Éditions Joseph Ouaknine), L’Inédit (les Éditions du Gril - Paul Van Melle - Belgique), Mouvances (Canada - Québec), Spered Gouez (Bretagne).

### Peinture
- Diverses expositions (Toulon, Cannes, Albi, Saint-Raphaël, Draguignan...)

Grand Prix International de Provence 1970 - Médaille d’or 1er Prix Salon International Le Pradet 1972 – 1er Prix Conseil Général du Var 1977 (Médaille de la Ville de Draguignan - Médaille du Conseil Général du Var).

## Pour approfondir